# Louis Henry Sullivan

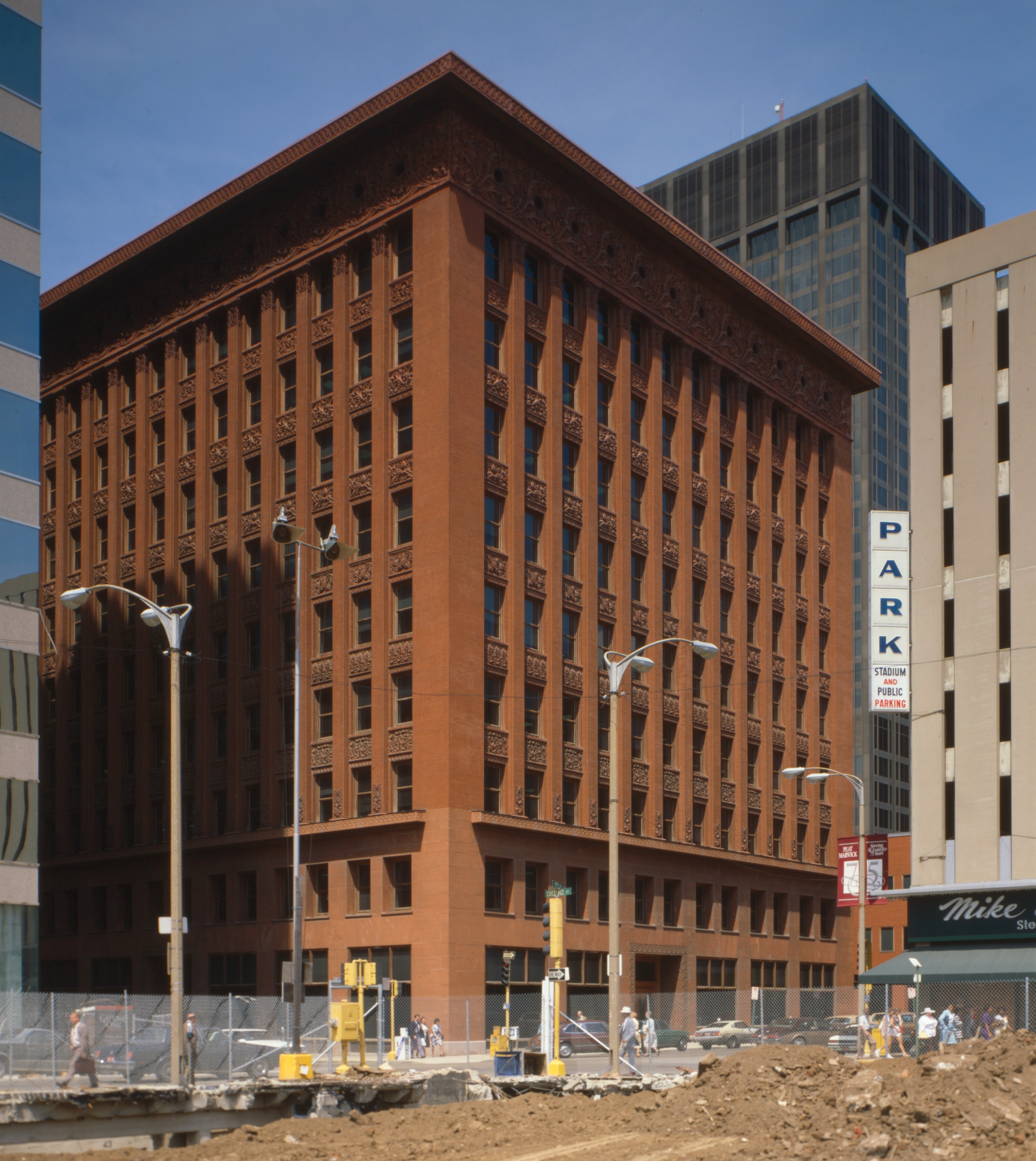
Louis Henry Sullivan i Dankmar Adler Wainwright Building w St.Louis, USA

Louis Henry Sullivan (ur. 3 września 1856 w Bostonie, zm. 14 kwietnia 1924 w Chicago) – amerykański architekt, członek Chicago School. W swoich projektach i pismach teoretycznych reprezentował zasadę harmonijnego zastosowania nowoczesnych technologii budowlanych (np konstrukcji szkieletowo-betonowych) współgrającego z estetyką budowli.
Maksymą architekta było: "form follow function", przez co rozumiał nie jak to interpretowano, że architektura jest produktem przemyśleń o jej celowości i funkcji, ale postulował by forma dekoracji nie przesłaniała funkcji obiektu.

## Projekty(wybór)
- 1887–1889: Auditorium Building, Chicago
- 1890: The Wainwright Building, St. Louis, Missouri
- 1890: Getty-Grabmal, Cmentarz Graceland, Chicago
- 1890: Synagoga Kehilath Anshe Ma'ariv, od 1922: Pilgrim Baptist Church, Chicago (zniszczony przez pożar w styczniu 2006)
- 1894–1895: Guaranty Building, Buffalo
- 1899: Carson, Pirie, Scott Building, Chicago
- 1901–1911: People's Savings Bank, Cedar Rapids, Iowa
- 1902 - 1903: Sobór Trójcy Świętej w Chicago